# Тэнтя
Тэнтя (яп. 碾茶 тэнтя, «чай для помола») — первая стадия обработки японского зелёного чая, используемая для приготовления маття.
Тэнтя и маття производятся в Японии с XIII века. Тэнтя, подобно гёкуро, собирается с кустов, закрытых от солнца на несколько недель. Цвет листьев зависит от степени затенения, максимальное ограничение света придаёт им тёмно-фиолетовый оттенок. В отличие от гёкуро, листы не скручиваются, а остаются плоскими для упрощения перемалывания. После этого из них удаляются жилки, и листья перемалывают в маття (традиционно — между каменными жерновами). Тэнтя был основным производимым в Японии чаем до распространения сэнтя. Как правило, фермеры доводят чай до стадии тэнтя, дальнейшая обработка которого происходит на заводах.